# Bandera (geslacht)
Bandera is een geslacht van vlinders van de familie snuitmotten (Pyralidae), uit de onderfamilie Phycitinae.

## Soorten
- B. binotella Zeller, 1872
- B. cupidinella Hulst, 1888
- B. homiotes Dyar, 1914
- B. virginella Dyar, 1908